# Calocera
Genre
Calocera (les calocères), est un genre de champignons basidiomycètes de la famille des Dacrymycetaceae. L'espèce type est Calocera viscosa.
Étymologie : du grec kalo καλό beau, et keras κέρας corne.

## Liste des espèces
Selon catalogueoflife :
- Calocera australis
- Calocera cornea - Calocère cornée
- Calocera furcata
- Calocera fusca
- Calocera glossoides
- Calocera guepinioides
- Calocera lutea
- Calocera pallidospathulata
- Calocera sinensis
- Calocera viscosa - Calocère visqueuse